# Fibrocartilage
Le fibrocartilage est un tissu composé de cartilage hyalin et de tissu conjonctif fibreux dense.
Il se trouve notamment au niveau des ménisques, des disques intervertébraux et de la symphyse pubienne.
Il est composé principalement de fibres de collagène de type 1 et de chondrocytes.
Il possède toujours une orientation précise, et possède beaucoup de faisceaux de fibres.

## Aspect clinique
Il peut se régénérer partiellement si la lésion est moindre, mais une grande atteinte mène forcément à l'arrivée d'un tissu de cicatrisation non-spécialisé.